# Friesodielsia
Friesodielsia es un género de plantas fanerógamas con 57 especies perteneciente a la familia de las anonáceas. Son nativas de las regiones tropicales.

## Descripción
Son plantas trepadoras (raramente árboles), con pelos simples. Las inflorescencias de hojas opuestas, extra-axilares, bracteadas. Flores bisexuales. Frutos monocarpos estipitados, subglobosos [o globosos a elipsoidales, cilíndricos],  epicarpio delgado a grueso. Semilla por lo general 1 por monocarpo, subglobosa.

## Taxonomía
El género fue descrito por Cornelis Gijsbert Gerrit Jan van Steenis y publicado en Bulletin du Jardin Botanique de Buitenzorg, sér. 3, 17: 458. 1948.  La especie tipo es: Guatteria cuneiformis Blume. 

## Especies
| - Friesodielsia acuminata - Friesodielsia affinis - Friesodielsia albida - Friesodielsia alpina - Lista completa de especies |